# Seiryō-ji

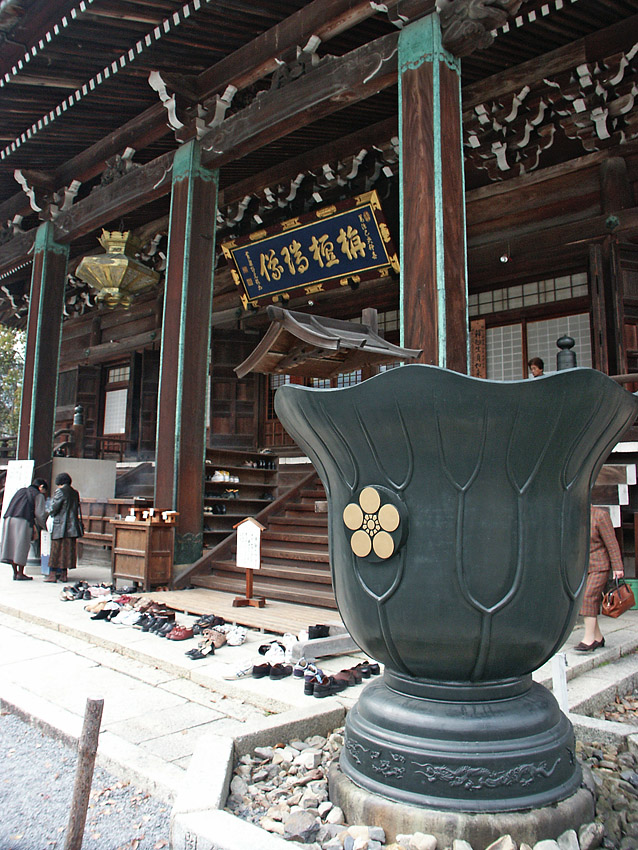
Hon-dō du Seiryō-ji

Le Seiryō-ji (清凉寺) est un temple bouddhiste situé à Saga dans l'arrondissement d'Ukyō-ku de Kyoto au Japon, aussi connu sous le nom Saga Shaka-dō. Le temple est consacré à la pratique du Yūzū nembutsu shū. Le temple appartient d'abord à la secte Kegon puis devient un temple de l'école bouddhique de la Terre pure. Le honzon est une image de  Gautama Buddha (Shaka-nyorai). La statue en bois est désignée Trésor national du Japon. Seiryō-ji possède également des statues (Trésor national) de la trinité (Amida) Amitābha, ainsi que d'autres Trésors nationaux et des  Biens culturels importants,.

## Galerie

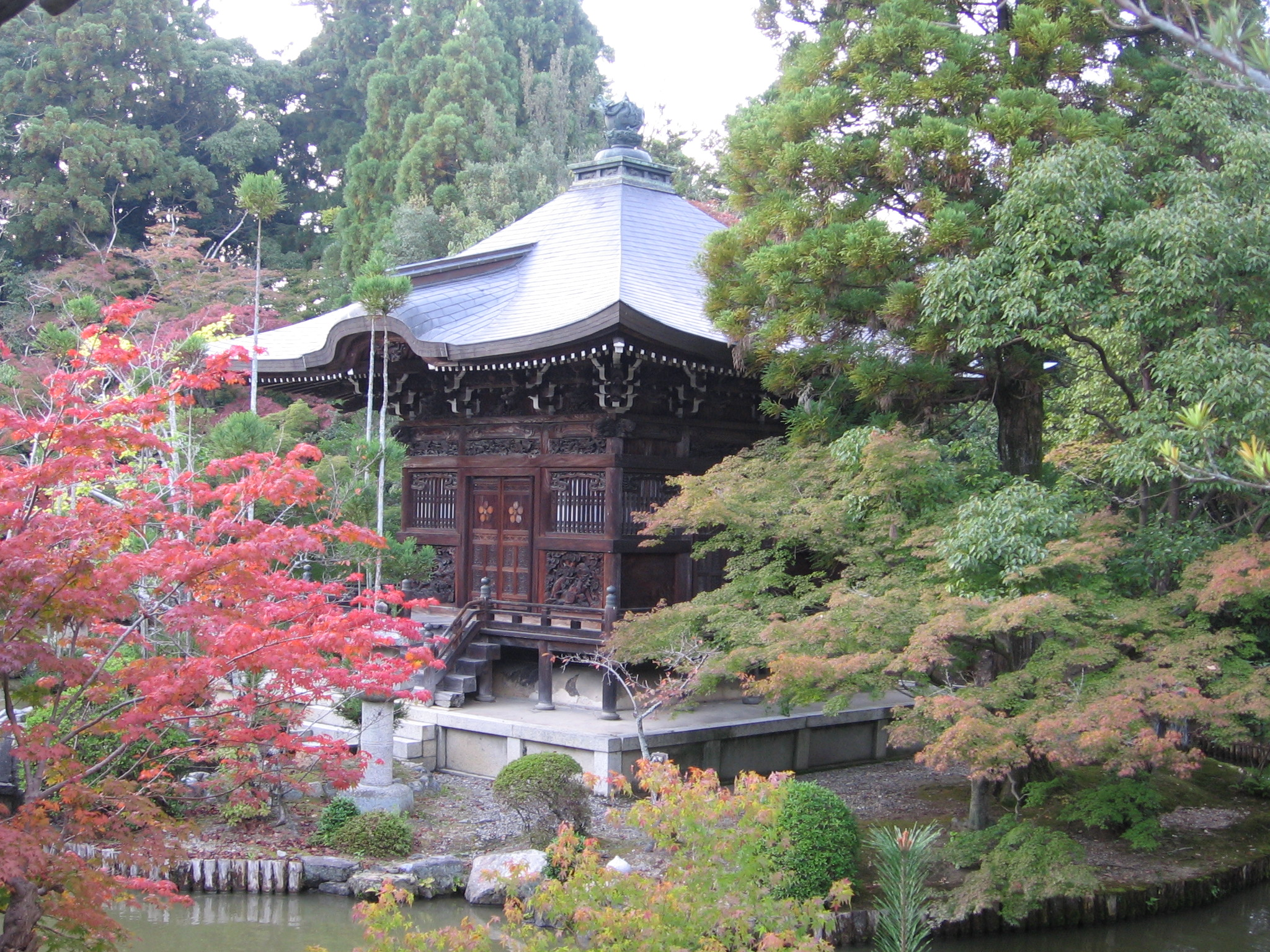
Le Seiryo-Ji en automne.
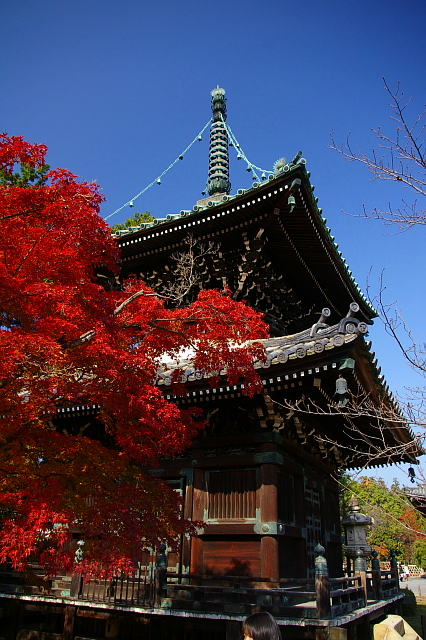
Un tahōtō